# 日系オランダ人
日系オランダ人（にっけいオランダじん、オランダ語: Japans Nederlands）は、日本人の血を引いたオランダの市民である。オランダ中央統計局によると、総数が7,524人。そのうち日本生まれ5,985人、オランダ生まれが1,539人である。 日本生まれのうちの大多数は日系企業の駐在員とその家族であるので在蘭日本人となる。

## 歴史
日本軍の占領下にあったオランダ領インドネシアでは、日本人兵士とインドネシア人や蘭印系オランダ人（インドネシア人とオランダ人の混血）との間に生まれた人が多数おり、その数は2,000人～15,000人とも言われる。終戦後、日本人の父と生き別れとなり、インドネシア独立を機に、蘭印系オランダ人の母は子を連れてオランダへ渡る。オランダ大使館によるとその数は800人～8,000人 とされ、白人社会の中で気付かぬように暮らしたため多くが自らが日本人の血を引いていることさえ知らなかったので、近年その存在が知られるようになったばかりである。現在、日系オランダ人の会（JIN：Japanese Indische Nakomelingen,日蘭印の子ども会）が設立され100名前後が日本人の父親探しの活動を行っている。

## 著名な日系オランダ人
- 喜波貞子 - オペラ歌手。横浜市出身。
- シンキチ・タジリ - 彫刻家。ロサンゼルス出身。
- カイ・フェルバイ - スピードスケート選手。
- ファンウェルメスケルケン際 - サッカー選手。

## 脚註
1. ↑  第7回ファムケーション 私の父は日本人